# Lola Montes (Vives)
|  | Per a altres significats, vegeu «Lola Montes». |

Lola Montes és una sarsuela en un acte i tres quadres amb música d'Amadeu Vives i llibret de Fiacro Iraizoz, estrenada al Teatre de la Zarzuela de Madrid l'11 de juny de 1902, i a Barcelona, al Teatro Eldorado, el 30 d'octubre del mateix any.

## Context
El personatge protagonista, i el d'obra, prenc el nom de la ballarina irlandesa Marie Dolores Eliza Rosanna Gilbert (1821-1861), Contesa de Landsfeld, coneguda com a Lola Montes o Lola Montez, una ballarina de les anomenades exòtiques, que va arribar a la cort del rei Lluís I de Baviera i que es feia passar per sevillana. A la cort bavaresa va ser cortesana i amant del rei, qui la va anomenar Contesa de Landsfeld. En la sarsuela es tracta d'una ballarina espanyola, sevillana també, però en un regne fictici. La fama de la veritable Lola Montes no havia estat eclipsada encara a finals del segle xix, malgrat que la ballarina havia mort a Brooklyn (Nova York) l'any 1861. De fet, poc temps abans de l'estrena de la sarsuela d'Amadeu Vives, els diaris continuaven parlant d'ella, mantenint el fet que probablement no era espanyola, però si filla d'espanyol.
La sarsuela, presentada per la premsa com a sarsuela històrica, va ser estrenada per la companyia lírica de José Moncayo i Salvador Videgain, amb decorats d'Amalio Fernández i vestuari de Gambardela.
No va tenir èxit a la seva estrena, i la crítica no va ser unànime. Per exemple, el diari El Correo Español va dir: «la representació de la nova sarsuela va produir a estones gran fatiga i cansament entre el públic i va durar prop d'una hora i mitja. La música tampoc té res de notable ni d'original, i només va aconseguir entusiasmar la claca», mentre que La correspondencia de España va dir que «la música de Vives és un model d'elegància i delicadesa». No obstant això, l'obra es va representar al Teatre de la Zarzuela al llarg dels mesos següents, amb l'excepció de l'agost, quan el teatre va romandre tancat, fins a finals de gener de 1903. El dia 3 de novembre es va celebrar la representació número 100 al Teatre de la Zarzuela, en benefici dels autors.
El llibret de la sarsuela va ser editat per la Impremta R. Velasco de Madrid l'any 1902. A la Biblioteca de Catalunya es conserva una reducció per a veu i piano de la partitura, editada per Casa Dotesio.

## Personatges
| Paper                                                                              | Tessitura    | Intèrprets de l'estrena 11 de juny de 1902 (dir: -) |
| ---------------------------------------------------------------------------------- | ------------ | --------------------------------------------------- |
| Lola Montes                                                                        | soprano      | Felisa Lázaro                                       |
| La Duquessa                                                                        | mezzosoprano | Nieves González                                     |
| Dama primera                                                                       |              | Antonia Espinosa                                    |
| Dama segona                                                                        |              | Dolores González                                    |
| Dama tercera                                                                       |              | Martínez                                            |
| El General                                                                         |              | Valentín González                                   |
| Un diplomàtic                                                                      | baríton      | José Sigler                                         |
| Don Florentino                                                                     |              | Emilio Orejón                                       |
| Leonardi                                                                           |              | José Moncayo                                        |
| El President                                                                       |              | Manuel Rodríguez                                    |
| L'Intendent                                                                        |              | José Mariner                                        |
| Conseller de Marina                                                                |              | Salvador Rubio                                      |
| Lord Wilshon                                                                       |              | Pablo Arana                                         |
| El Marquès                                                                         |              | Emilio Stern                                        |
| El Vescomte                                                                        |              | José Galerón                                        |
| El Baró                                                                            |              | Francisco Mora                                      |
| Ajudant del General                                                                |              | Balbás                                              |
| Oficial                                                                            |              | Vitoria                                             |
| Un cambrer                                                                         |              | Sánchez                                             |
| Un majordom                                                                        |              | Ruiz                                                |
| Dames, cortesans, cosacs, espanyoles, homes del poble, cor general i banda militar |              |                                                     |

## Argument[12]
Lloc: Cort estrangera
Època:1841

### Acte únic

#### Quadre I
Sala de Palau, avantcambra reial.
El cor, la Duquessa i les seves dames comenten la malaltia del Rei. Ningú no sap què és el que té el monarca. Arriba el General Conseller de la Guerra, convençut republicà, i els explica a tots què en penses els doctors: el Rei pateix d'edat i viudetat, i lo que el monarca necessita és una favorita pel seu cor. La Duquessa es mostra favorable al remei proposat pels metges i pregunta al General qui serà la dama escollida per ser la nova favorita del Rei. El General no vol respondre, es tracta d'un secret d'Estat.
Arriba el President del Consell amb els seus acompanyants, per tal de celebrar un Consell Extraordinari al qual decidiran qui serà la dama en qüestió. Marxen les dames, i riu el General sabent que pensa proposar la famosíssima ballarina espanyola Lola Montes com a favorita. Es reuneix els consellers i el General els explica la situació i la recomanació dels metges, afegint que ell pensa en la Lola Montes com la millor candidata, tot descrivint les seves virtuts. El Consell accepta per unanimitat la proposta del General, mentre que aquest s'il·lusiona pensant en conquerir la ballarina a l'esquena del monarca.

#### Quadre II
Gran terrassa al jardí de l'Hotel Imperial.
La gent parla de l'arribada de la ballarina. Entre ells es troben Leonardi, un italià, i Lord Wilshon, un anglès. Arriba la Lola, portant un elegant vestit de passeig, seguida d'un lacai. Tots la saluden amb alegria, i ella els explica que és sevillana, que va néixer a un jardí prop del Guadalquivir. Després narra els seus viatges per tot Europa, per França, Alemanya i Anglaterra, però que enlloc ha trobat la felicitat. El Vescomte i el Lord intenten llavors conquerir-la amb diners, però ella els respon que el que ella cerca és admiració, que la desitgin... i sobretot ser l'enveja de les dones. Marxa amb el lacai dins l'hotel, i rere d'ella entren aquests quatre homes a l'hotel.
Surt Leonardi de l'hotel i conversa amb Florentino, que diu conèixer la Lola Montes, però en veu baixa reconeix que no. S'uneix a la conversa el Diplomàtic, el qual també vol conèixer la ballarina, i marxa de seguida. El General també vol tenir una cita amb Lola Montes. Entra a l'hotel i dins troba la ballarina i al Diplomàtic. Ni un ni l'altre volen marxar i ambdós volen quedar a soles amb Lola, i li expressen els seus anhels privadament. Marxen per fi els dos homes. Entra Leonardi i explica a Lola que hi ha un home que la coneix, en referència a Florentino, i això sembla preocupar la ballarina. Entra aquest, i efectivament coneix la Lola, però no pas com Lola, sinó pel seu autèntic nom. Lola li demana que no la descobreixi, que no ha sigut pas ella la culpable, sinó que en veure que la confonien amb l'altra ballarina, l'autèntica Lola, la deixat que la broma continuï. Lola li promet diners si l'ajuda i Florentino accepta.

#### Quadre III
Gran saló al Palau.
El General obre el quadre donant la benvinguda a unes ballarines. Ballen amb els militars. En acabar el ball entra Lola, vestida de manola, acompanyada de Florentino, que diu ser el secretari de la ballarina. Entre les converses, el General i Lola es discuteixen. Ell ja no vol que ella entre a veure el Rei, la vol per ell. Les seves paraules animen la ballarina, que veu en ell l'home que voldria tenir, però pensa que el Rei serà una barrera entre ells. El General li diu que ell farà caure al Rei si així li convé fer-ho, just quan un ajudant del General entra per dir-li que tot està enllestit. Surt el General.
Arriba Florentino amb un diari que mostra a L. Al diari s'explica l'escàndol que l'autèntic Lola ha provocat a Múnic. Si llegeixen això a la cort veuran que ella no pot ser la Lola Montes, i tot es de iscobrirà. Decideixen fugir, tot i no tenir diners per fer-ho. Marxa Lolca quan arriba el Lord, que ofereix diners a Florentino, en tant que secretari, per endurar-se la dona que ell pensa que és Lola Montes i Florentino els agafa amb la condició de que fugiran tots tres, i marxen tots.
Se sent una música revolucionària aleshores, passen per l'escenari el President del Consell, l'Intendent i el Mariner,i surten de nou. Entre moltes veus i molta gent, acaba apareixent el General amb el seu ajudant. Ell acaba de proclamar la República, però se n'adona llavors que la Lola ha fugit. L'obra acaba amb proclames al poble sobirà.